# David Seven Deers
David Seven Deers (* 1957 in Vancouver) ist ein kanadisch-indianischer Bildhauer. Er lebt mit seiner deutschstämmigen Frau, der Schriftstellerin Sanna Seven Deers, bei Greenwood, British Columbia, Kanada.

## Leben
Seven Deers gehört zum Stamm der Coast Salish Skwah Stó:lō Halkomelem von British Columbia. Er besuchte ab 1974 die Vancouver School of Art. 1978 reiste er erstmals nach Europa.
In Kanada, den USA und in Westeuropa ist er ein bekannter Vertreter indianischer Kunst, der seinen eigenen modernen Stil entwickelt hat. 1995 war er in Hamburg und München eingeladen, an den jeweiligen Völkerkundemuseen Totempfähle zu schaffen. Außerdem arbeitete er für das Museum für Völkerkunde Hamburg als Co-Kurator der Ausstellung zu den indianischen Kulturen Nordamerikas. 2025 folgt rund um "The Spirit Canoe" eine Ausstellung in Lübeck.

## Filmdokumentation
- Zuhause in der Wildnis – mein indianisches Leben auf arte, 10. Oktober 2014[3]

## Deutschsprachige Ausgaben (Auswahl)
- Heelahs Traum. Eine indianische Schöpfungsgeschichte. Bilderbuch, zweisprachig Deutsch-Englisch. Übers. Sanna Seven Deers. Illustr. Merle Michaelis. Little Tiger Verlag, Gifkendorf 2010
- Reisende Mutter. Indianische Parabeln. Übers. Sanna Seven Deers. Merlin Verlag, Gifkendorf 2014 (Travelling Mother. A First Nations‘ Journey, Seliyah Books, 2014)